# Mórsimo
Mórsimo (en griego antiguo: Μόρσιμος, Mórsimos, Morsimus) fue un poeta trágico ateniense y también un "doctor de los ojos" (equivalente en parte al oftalmólogo actual) que vivió en los siglos V y IV a. C.
Era hijo de Filocles y sobrino nieto de Esquilo. Su ocupación habitual, como poeta trágico ya venía de una tradición familiar, que continuaría con su hijo, el prolífico Astidamas el Viejo (también llamado Astidamante, que obtuvo quince triunfos en certámenes poéticos). A su vez los hijos de este último, Astidamas el Joven y Filocles el Joven, continuaron esta tradición.
Mórsimo, junto a Jenocles o Dionisio, convencionalmente, se les considera como poetas trágicos menores. En el caso de Jenocles, Melantio o Mórsimo, fueron satirizados por Aristófanes. Así, en su comedia La paz ataca y se burla de sus contemporáneos, entre otros Mórsimo y su hermano, tachándolos de poetas terriblemente malos que nunca debieron haber sido escogidos para competir en los concursos de tragedias.
Y en su otra comedia, Las ranas 146-151 escribe en su despiadada caricatura:

"Luego verás mucho fango

y mierda que fluye eternamente, y yaciendo allí

quien alguna vez ha agraviado a su huésped,

o quien ha dado un meneo a un niño y le ha birlado el dinero

...o quien se ha hecho copiar un parlamento de Mórsimo."